# 17 mars en sport
17 février 17 avril
Chronologies thématiques
- Croisades
- Ferroviaires
- Disney

Le 17 mars (76e jour de l'année ou 77e en cas d'année bissextile) en sport.

## Événements

### XIXesiècle
- 1828 :
  - (Boxe) : le boxeur anglais Jem Ward devient champion d'Angleterre en battant Jack Carter en 17 rounds.
- 1844 :
  - (Omnisports) : fondation du club italien de Reale Società Ginnastica Torino.
- 1869 :
  - (Aviron) : The Boat Race entre les équipes universitaires d'Oxford et de Cambridge. Oxford s'impose[1].
  - (Baseball) : premier match de baseball aux États-Unis impliquant un club professionnel : Cincinnati Red Stockings. Ce choix permet au club de recruter les meilleurs joueurs et les résultats ne se font pas attendre : en ce 17 mars, une formation amateur de Cincinnati est balayée 24 à 15[2].
- 1870 :
  - (Cyclisme) : fondation du club italien de cyclisme du Veloce Club Milano[3].
- 1871 :
  - (Baseball) : fondation à New York de la National Association of Baseball Players qui met en place un championnat à caractère national. En fait, seul le quart Nord-Est des États-Unis est ici concerné.
- 1877 :
  - (Football) : à Glasgow (Hampden Park), finale de la 4e édition de la Coupe d'Écosse. Vale of Leven et Rangers FC, 1-1. Finale à rejouer.
- 1883 :
  - (Football) : à Belfast, match nul entre l'Irlande et le Pays de Galles : 1-1.
- 1884 :
  - (Football /British Home Championship) : dans le British Home Championship, à Wrexham (Racecourse Ground), l'Angleterre s'impose 0-4 face au Pays de Galles devant 4 500 spectateurs.
- 1885 :
  - (Cricket) : 4e des cinq test matches de la tournée australienne de l’équipe anglaise de cricket. L’Australie bat l’Angleterre par 8 wickets.
- 1886 :
  - (Baseball) : publication du premier numéro de The Sporting News, un hebdomadaire spécialiste du baseball.
- 1888 :
  - (Football) : à Glasgow (Hampden Park), l'Angleterre écrase l'Écosse 0-5 devant 10 000 spectateurs. C'est la première défaite de la sélection écossaise depuis le 5 avril 1879 ; il s'agit même de la toute première défaite à domicile pour les Écossais. L'Angleterre remporte le British Championship.
- 1895 :
  - (Rugby à XV) : le Stade français est champion de France en s'imposant en finale face à l'Olympique de Paris.
- 1900 :
  - (Football) : à Dublin, l'Irlande bat l'Angleterre 2-0.

### XXesièclede1901à1950
- 1912 :
  - (Football) : première victoire de l'équipe de France de football en Italie (4-3) grâce notamment à un triplé d'Eugène Maës.
- 1924 :
  - (Hockey sur glace) : la France remporte le championnat d'Europe devant la Suède.

### XXesièclede1951à2000
- 1955 :
  - (Football) : à Madrid, l'équipe d'Espagne s'incline 1-2 face à l'équipe de France. Les Espagnols découvrent le talent de Raymond Kopa.
- 1957 :
  - (Football) : match d'anthologie au stade Vélodrome de Marseille, où l'O.M accueille Saint-Étienne. À la mi-temps, les Olympiens mènent 3 à 0 grâce à un « hat-trick » de l'attaquant suédois Gunnar Andersson. Au retour des vestiaires, en six minutes, son homologue stéphanois Rachid Mekloufi réalise la même performance pour égaliser. Mais Andersson trompe Claude Abbes une quatrième fois et donne la victoire à l'OM. Un match de légende et un exploit de plus pour celui qui reste encore aujourd'hui le meilleur buteur de l'histoire de l'OM avec 170 buts marqués.
- 1972 :
  - (Cyclisme) : le Belge Roger De Vlaeminck remporte la 7e édition de la course à étapes italienne Tirreno-Adriatico.
- 1990 :
  - (Rugby à XV) : L’Écosse signe un Grand Chelem dans le Tournoi des Cinq Nations.
- 1996 :
  - (Cricket) : le Sri Lanka remporte la Coupe du monde face à l'Australie.
  - (Cyclisme) : le Français Laurent Jalabert remporte la course à étapes Paris-Nice.

### XXIesiècle
- 2002 :
  - (Formule 1) : Grand Prix automobile de Malaisie.
  - (Volley-ball) : le RC Cannes gagne la Ligue des champions féminines en s'imposant en finale face à Bargame (Italie), 3 sets à un.
- 2004
  - (Football) : le Real Saragosse s'impose en finale de la Coupe d'Espagne face au Real Madrid.
- 2013 :
  - (Formule 1) : au Grand Prix automobile d'Australie, victoire de Kimi Räikkönen.
- 2019 :
  - (Compétition automobile /Formule 1) : la 70e édition du championnat du monde de Formule 1 débute par le Grand Prix automobile d'Australie qui se déroule sur le circuit de l'Albert Park à Melbourne. C'est le Finlandais Valtteri Bottas qui s'impose devant le Britannique Lewis Hamilton, le Néerlandais Max Verstappen complète le podium.
  - (Cyclisme sur route /UCI World Tour) : le Colombien Egan Bernal remporte la 77e édition de la course à étapes Paris-Nice.

## Naissances

### XIXesiècle
- 1881 :
  - Raoul Daufresne de La Chevalerie, footballeur puis entraîneur et hockeyeur sur gazon belge. Médaillé de bronze du hockey sur gazon et champion olympique comme entraîneur de football aux Jeux d'Anvers 1920. († 25 novembre 1967).
- 1885 :
  - Ralph Rose, athlète de lancers américain. Champion olympique du poids, médaillé d'argent du disque et médaillé de bronze du marteau aux Jeux de Saint-Louis 1904, champion olympique du poids aux Jeux de Londres 1908 puis champion olympique du poids à deux mains et médaillé d'argent du poids aux Jeux de Stockholm 1912. († 16 octobre 1913).
  - Henry Taylor, nageur anglais. Champion olympique du 400 m, du 1 500 m et du relais 4 × 200 m aux Jeux de Londres 1908 puis médaillé de bronze du relais 4 × 200 m aux Jeux de Stockholm 1912 et aux Jeux d'Anvers 1920. († 28 février 1951).

### XXesièclede1901à1950
- 1902 :
  - Bobby Jones, golfeur américain. Vainqueur des US Open 1923, 1926, 1929 et 1930, des Open britannique 1926, 1927 et 1930. († 18 décembre 1971).
- 1915 :
  - Bill Roycroft, cavalier de concours complet australien. Champion olympique par équipes aux Jeux de Rome 1960, médaillé de bronze par équipes aux Jeux de Mexico 1968 puis aux Jeux de Montréal 1976. († 29 mai 2011).
- 1923 :
  - Tony Leswick, hockeyeur sur glace canadien. († 1er juillet 2001).
- 1925 :
  - Willy Steffen, footballeur suisse. (28 sélections en équipe de Suisse). († 5 mai 2005).
- 1931 :
  - Ray Beck, joueur de foot U.S américain. († 10 janvier 2007).
  - Joseph Carlier, footballeur français. († 3 novembre 2012).
- 1933 :
  - Piet Ouderland, footballeur et basketteur néerlandais. (7 sélections en équipe des Pays-Bas de football et 20 avec l'équipe de basket). († 3 septembre 2017).
- 1936 :
  - Jean Galle, basketteur puis entraîneur français. Sélectionneur de l'équipe de France masculine de 1985 à 1988. († 29 septembre 2023).
- 1939 :
  - Robin Knox-Johnston, navigateur britannique.
  - Giovanni Trapattoni, footballeur puis entraîneur italien. Vainqueur de la Coupe des clubs champions 1963 et 1969, de la Coupe d'Europe des vainqueurs de coupe 1968. Sélectionneur de l'équipe d'Italie de football puis de l'équipe de république d'Irlande de football.
- 1942 :
  - Carlos Arthur Nuzman, volleyeur et dirigeant sportif puis Juriste brésilien. Membre du COB.
- 1944 :
  - Cito Gaston, joueur de baseball américain.
- 1948 :
  - Patrice Kervarrec, footballeur puis entraîneur français. († mai 2024).
- 1949 :
  - Pat Rice, footballeur et entraîneur nord-irlandais. (49 sélections en équipe d'Irlande du Nord).

### XXesièclede1951à2000
- 1951 :
  - Craig Ramsay, hockeyeur sur glace puis entraîneur canadien.
- 1955 :
  - Élie Baup, footballeur puis entraîneur puis consultant TV français.
- 1958 :
  - José Manuel Abascal, athlète de demi-fond espagnol. Médaillé de bronze du 1 500m aux Jeux de Los Angeles 1984.
- 1959 :
  - Danny Ainge, basketteur et joueur de baseball américain.
  - Leandro, footballeur brésilien. Vainqueur de la Copa Libertadores 1981. (27 sélections en équipe du Brésil).
- 1960 :
  - Thomas Flohr, pilote de courses automobile d'endurance suisse.
- 1961 :
  - Sam Bowie, basketteur américain.
- 1962 :
  - Stéphane Ostrowski, basketteur français. Vainqueur de la Coupe Saporta 1988. (193 sélections en équipe de France).
  - Pello Ruiz Cabestany, cycliste sur route espagnol.
- 1964 :
  - Jacques Songo'o, footballeur camerounais. Champion d'Afrique de football 1988 et 2002. (46 sélections en équipe du Cameroun).
- 1966 :
  - Steve Bucknall, basketteur anglais.
- 1969 :
  - Edgar Grospiron, skieur acrobatique français. Champion olympique des bosses aux Jeux d'Albertville 1992 et médaillé de bronze des bosses aux Jeux de Lillehammer 1994. Champion du monde de ski acrobatique des bosses 1989, 1991 et 1995.
- 1970 :
  - Patrick Lebeau, hockeyeur sur glace canadien. Médaillé d'argent aux Jeux d'Albertville 1992.
- 1972 :
  - Oksana Grichtchouk, patineuse artistique russe. Championne olympique de danse aux Jeux de Lillehammer 1994 puis aux Jeux de Nagano 1998. Championne du monde de patinage artistique 1994, 1995, 1996 et 1997.
  - Mia Hamm, footballeuse américaine. Championne olympique aux Jeux d'Atlanta 1996 puis médaillée d'argent aux Jeux de Sydney 2000 et championne olympique aux Jeux d'Athènes 2004. Championne du mode de football 1991 et 1999. (275 sélections en Équipe des États-Unis).
- 1976 :
  - Alvaro Recoba, footballeur uruguayen. Vainqueur de la Coupe UEFA 1998. (66 sélections en équipe d'Uruguay).
- 1974 :
  - Franck Bouyer, cycliste sur route français.
- 1977 :
  - Pablo Prigioni, basketteur argentin.
- 1978 :
  - Nataliya Evdokimova, athlète de demi-fond russe.
  - Franck Grandel, footballeur français.
- 1979 :
  - Hind Dehiba, athlète de demi-fond française. Médaillée d'argent du 1 500 m aux CE d'athlétisme 2010.
  - Andrew Ference, hockeyeur sur glace canadien.
- 1980 :
  - Aisam-Ul-Haq Qureshi, joueur de tennis pakistanais.
  - Fabien Lamirault, pongiste handisport classe 2 français. Médaillé d'argent par équipes et de bronze en simple aux Jeux de Londres 2012 puis champion paralympique en simple et par équipes aux Jeux de Rio 2016.
- 1981 :
  - Kyle Korver, basketteur américain.
- 1982 :
  - Yves-Matthieu Dafreville, judoka français.
  - Steven Pienaar, footballeur sud-africain. (63 sélections en équipe d'Afrique du Sud).
- 1983 :
  - Mathieu Claude, cycliste sur route français.
  - Astrid Guyart, fleurettiste française. Médaillée de bronze par équipes aux CM d'escrime 2005, 2014, 2015 et 2016 puis médaillée d'argent par équipes aux CM d'escrime 2013. Médaillée de bronze par équipes aux CE d'escrime 2008, 2009, 2014 et 2015 puis médaillée d'argent par équipes aux CE d'escrime 2012 et 2013.
  - Raul Meireles, footballeur portugais. Vainqueur de la Ligue des champions 2012. (76 sélections en équipe du Portugal).
- 1985 :
  - Dario Cataldo, cycliste sur route italien.
- 1986 :
  - Mikaël Cherel, cycliste sur route français.
  - Chris Davis, joueur de baseball américain.
  - Edin Džeko, footballeur yougoslave puis bosnien. (133 sélections avec l'équipe de Bosnie-Herzégovine).
  - Eugen Polanski, footballeur germano-polonais. (19 sélections avec l'équipe de Pologne).
- 1987 :
  - Bobby Ryan, hockeyeur sur glace américain. Médaillé d'argent aux Jeux de Vancouver 2010.
- 1988 :
  - Boris Dron, cycliste sur route belge.
  - Bryan Nauleau, cycliste sur route français.
- 1989 :
  - Shinji Kagawa, footballeur japonais. Champion d'Asie de football 2011. (97 sélections en équipe du Japon).
  - Ivan Pešić, handballeur croate. (44 sélections en Équipe de Croatie).
- 1990 :
  - Abdelhamid El Kaoutari, footballeur franco-marocain. (13 sélections avec l'équipe du Maroc).
  - Jakub Hrstka, handballeur tchèque. (167 sélections en équipe de Tchéquie).
  - Jean Segura, joueur de baseball portoricain.
  - Stéphane Richelmi, pilote de courses automobile d'endurance monégasque.
- 1991 :
  - Cordarrelle Patterson, joueur de foot U.S. américain.
- 1992 :
  - Julien Bernard, cycliste sur route français.
  - Mona Mestiaen, boxeuse française.
  - Pauline Peyraud-Magnin, footballeuse française. (45 sélections en équipe de France
  - Yeltsin Tejeda, footballeur costaricien. (76 sélections en équipe du Costa Rica).
- 1993 :
  - Tamaz Mchedlidze, joueur de rugby à XV géorgien. (61 sélections en équipe de Géorgie).
- 1994 :
  - Soualiho Meïté, footballeur français.
  - Terry Rozier, basketteur américain.
- 1995 :
  - Moris Kvitelashvili, patineur artistique messieurs géorgien.
- 1996 :
  - Arturo Calabresi, footballeur italien.
- 1997 :
  - Katie Ledecky, nageuse américaine. Championne olympique du 800 m nage libre aux Jeux de Londres 2012 puis championne olympique du 200, 400 et 800 m nage libre ainsi que médaillée d'argent du relais 4 × 100 m nage libre aux Jeux de Rio 2016. Championne du monde de natation du 400 m, 800 m et 1500 m nage libre puis du relais 4 × 200 m nage libre 2013, du 200 m, 400 m, 800 m et 1500 m nage libre et du relais 4 × 200 m 2015 puis 400 m, 800 m et 1500 m nage libre puis des relais 4 × 100 m nage libre et 4 × 200 m nage libre 2017.
- 1998 :
  - Demba Bamba, joueur de rugby à XV français. (6 sélections en équipe de France).
  - Madoussou Fall, joueuse de rugby à XV française. (5 sélections en équipe de France).
- 2000 :
  - Nicolas Madsen, footballeur danois.

### XXIesiècle
- 2001 :
  - Ivan Ilić, footballeur serbe. (13 sélections en équipe de Serbie).
  - Pietro Pellegri, footballeur italien. (1 sélection en équipe d'Italie).
- 2003 :
  - Youri Baas, footballeur néerlandais.
  - Dyson Daniels, basketteur australien.
  - Damián Rodríguez, footballeur espagnol.
  - Ari Sigurpálsson, footballeur islandais.
- 2007 :
  - Park Seung-soo, footballeur sud-coréen.

## Décès

### XXesièclede1901à1950
- 1915 :
  -  André François, 29 ans, footballeur français. (6 sélections en équipe de France). (° 13 janvier 1885).
- 1939 :
  -  Owen Badger, 67 ans, joueur de rugby à XV gallois. (4 sélections en équipe nationale). (° 3 novembre 1871).
- 1946 :
  -  William Merz, 67 ans, gymnaste et athlète américain. Médaillé d'argent des anneaux, médaillé de bronze du saut de cheval, du cheval d'arçons, du concours complet 4 épreuves puis médaillé de bronze du triathlon aux Jeux de Saint-Louis 1904. (° 25 avril 1878).

### XXesièclede1951à2000
- 1958 :
  -  John Pius Boland, 88 ans, joueur de tennis britannique. Champion olympique du simple et du double aux Jeux d'Athènes 1896. (° 16 septembre 1870).
- 1963 :
  -  Allan Woodman, 64 ans, hockeyeur sur glace canadien. Champion olympique aux Jeux d'Anvers 1920. (° 11 mars 1899).
- 1965 :
  -  Amos Alonzo Stagg, 102 ans, entraîneur sportif américain. Pionnier du développement de plusieurs sports football américain, basket-ball, baseball et du sport universitaire. (° 16 août 1862).
- 1972 :
  -  Adolphe Bousquet, 72 ans, joueur de rugby à XV français. Médaillé d'argent aux Jeux d'Anvers 1920 et aux Jeux de Paris 1924. (4 sélections en équipe de France). (° 14 août 1899).
- 1994 :
  -  Ellsworth Vines, 82 ans, joueur de tennis américain. Vainqueur des US Open 1931 et 1932, et du Tournoi de Wimbledon 1932. (° 28 septembre 1911).

### XXIesiècle
- 2004 :
  - Vic Roberts, 79 ans, joueur de rugby à XV anglais. (16 sélections en équipe nationale). (° 6 août 1924).
- 2010 :
  - Abdellah Blinda, 58 ans, footballeur puis entraîneur marocain. (° 25 septembre 1951).
  - Wayne Collett, 60 ans, athlète de sprint américain. Vice-champion olympique du 400m aux Jeux de Munich en 1972. (° 20 octobre 1949).
- 2013 :
  - François Sermon, 89 ans, footballeur belge. (9 sélections en équipe nationale). (° 31 mars 1923).
- 2014 :
  - Mohamed Salah Jedidi, 76 ans, footballeur tunisien. (40 sélections en équipe nationale). (° 17 mars 1938).
  - Yerlan Pernebekov, 18 ans, coureur cycliste kazakh. (° 16 juin 1995).
- 2016 :
  - Shozo Awazu, 92 ans, judoka japonais. (° 18 avril 1923).
- 2018 :
  - Greg Polis, 67 ans, joueur de hockey sur glace canadien. (° 8 août 1950).
- 2019 :
  - Ulf Bengtsson, 59 ans, pongiste suédois. Champion d'Europe en simple en 1984. (° 26 janvier 1960).
  - René Fontès, 77 ans, dirigeant de l'ASM Clermont Auvergne de 2004 à 2013 et membre du comité directeur de la LNR de 2011 à 2016. (° 11 juin 1941).
  - Víctor Genes, 57 ans, footballeur puis entraîneur paraguayen. (3 sélections en équipe nationale). (° 29 juin 1961).